# Ігор Богдан
Ігор БÓГДАН  (нар. 4 червня 1954 р., с. Гутисько-Тур’янське Львівська обл.) — український співак, заслужений артист України, кавалер ордена «За заслуги» ІІІ ступеня.

## Життєпис
Ігор Богдан народився 4 червня 1954 р. у селі Гутисько-Тур’янське Буського району Львівської області. Закінчив Інститут театрального мистецтва ім. Карпенка-Карого [Архівовано 12 лютого 2022 у Wayback Machine.] (1976).
Почав співочу кар’єру наприкінці 70-х років ХХ ст. Був учасником ансамблю ВІА «Ватра».
Разом зі скрипалем Олегом Кульчицьким створив «Гурт Олега Кульчицького». Період роботи у гурті був дуже плідним. Музиканти створили такі програми, як «Козацькому роду нема переводу», «Ще не вмерла Україна», «Славіте Його». Вперше за всю історію української естради гурт створив Шевченківську програму, у якій показав молодого Тараса Шевченка в естрадному жанрі.
Після «Гурту Олега Кульчицького» співак створив власний колектив «Галичани», до складу якого ввійшли найкращі музиканти Львова, зокрема вокаліст, клавішник, виконавець «Місячної дороги» Михайло Мусієнко [Архівовано 12 лютого 2022 у Wayback Machine.]. З «Галичанами» (яка згодом була перейменована на групу «Гетьмани») Ігор Богдан поїхав на гастролі до Канади. Тут зустрів свою майбутню дружину. Через два роки одружився. З 1992 р. постійно проживає в цій країні.

Дружина Катерина є президентом Спілки української молоді у Калґарі [Архівовано 15 березня 2020 у Wayback Machine.].
Склад сім’ї: має дружину і 3 дітей: Роксолана-Оріанна, Марко-Микола і Вікторія-Анна.